# Parasmermus tonkinensis
Parasmermus tonkinensis là một loài bọ cánh cứng trong họ Cerambycidae.